# Phacellocerina silvanae
Phacellocerina silvanae är en skalbaggsart som beskrevs av Júlio 2003. Phacellocerina silvanae ingår i släktet Phacellocerina och familjen långhorningar. Inga underarter finns listade i Catalogue of Life.